# Тип 79 Jyu-MAT
Type 79 Jyu-MAT (яп. 79式対舟艇対戦車誘導弾 79-shiki tai-shūtei tai-sensha yūdō-dan) — японская тяжёлая противотанковая управляемая ракета, принятая на вооружение Сухопутных сил самообороны Японии в 1984 году. Первоначально он был выдан подразделениям береговой обороны, предназначенным для уничтожения десантных кораблей и транспортных средств при их подходе к береговой линии. Также известен как КАМ-9 .

## Описание
Ракета хранится в цилиндрическом транспортном контейнере. При запуске ракета выбрасывается из контейнера твердотопливным двигателем. После прохождения безопасного расстояния от стрелка стартовый двигатель Daicel зажигается и разгоняет ракету до крейсерской скорости в примерно 200 метров в секунду.
Ракета представляет собой тонкий цилиндр с двумя наборами по четыре выдвижных стабилизатора, расположенных вдоль корпуса ракеты. Боеголовка представляет собой либо кумулятивный заряд для использования против танков, либо полубронебойно-осколочный заряд с взрывателем замедленного действия для использования против десантных кораблей.

## Управление

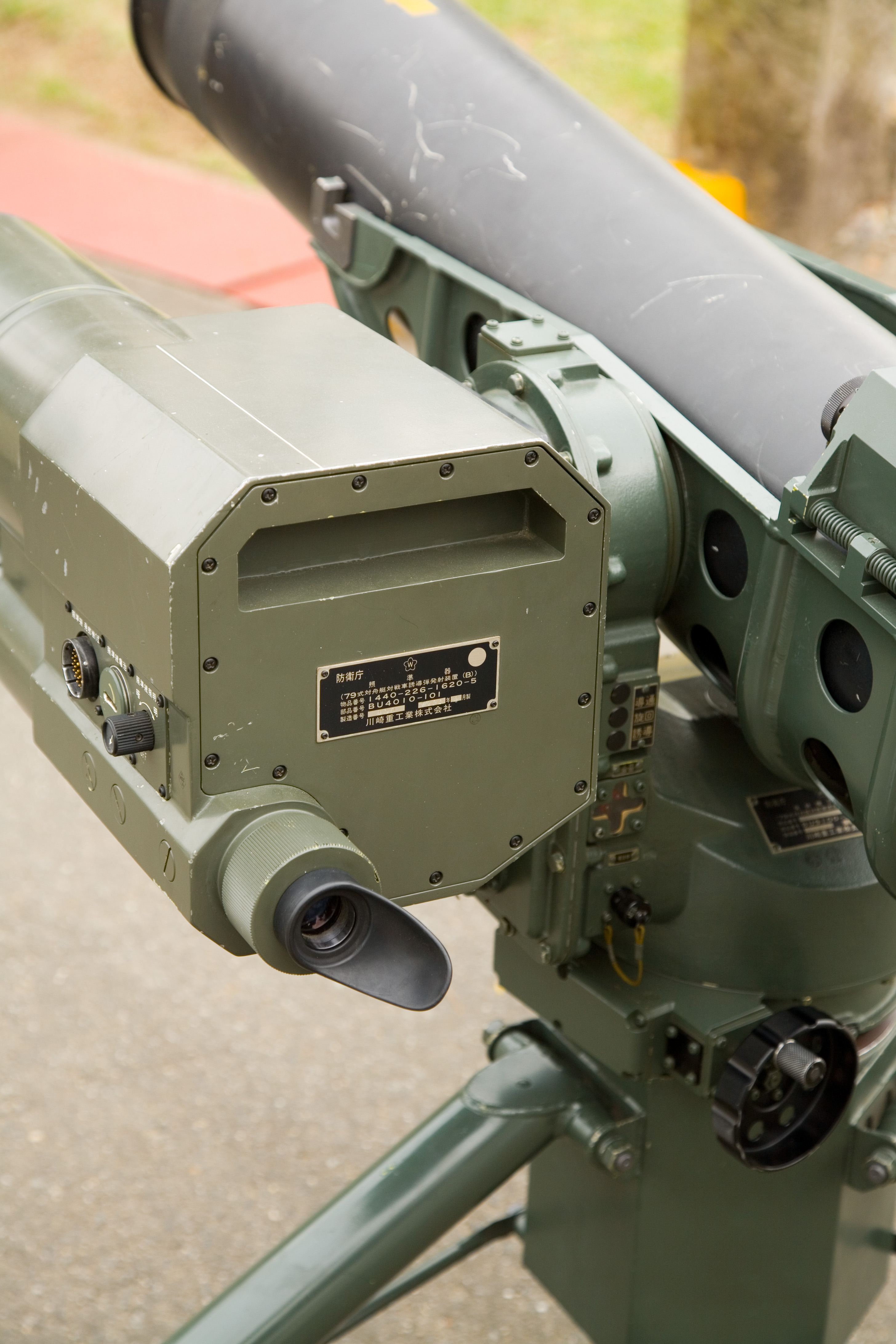
Место оператора на Type 79.

Ракета управляется в полете командными сигналами от пусковой установки, передаваемыми по проводу наведения, намотанному за ракетой. Ксеноновая лампа в задней части ракеты позволяет прицелу пусковой установки производства NEC вычислять смещение между положением ракеты и линией визирования на цель и вычислять поправки наведения на основе этого смещения.
Ракета Type 79 может запускаться дистанционно, на расстоянии до пятидесяти метров от установленной на треноге системы наведения. Его можно установить на джип Mitsubishi Type 73, как и Type 64 MAT и Type 87 Chu-MAT. Type 79 также используется на БМП Mitsubishi Type 89 .